# Ліснеу
Ліснеу (рум. Lisnău) — село у повіті Ковасна в Румунії. Входить до складу комуни Озун.
Село розташоване на відстані 149 км на північ від Бухареста, 12 км на південний схід від Сфинту-Георге, 25 км на північний схід від Брашова.

## Населення
За даними перепису населення 2002 року у селі проживали 447 осіб.
Національний склад населення села:
| Національність | Кількість осіб | Відсоток |
| -------------- | -------------- | -------- |
| угорці         | 422            | 94,4%    |
| румуни         | 25             | 5,6%     |

Рідною мовою назвали:
| Мова      | Кількість осіб | Відсоток |
| --------- | -------------- | -------- |
| угорська  | 427            | 95,5%    |
| румунська | 20             | 4,5%     |